# 定気法
定気法（ていきほう）とは、二十四節気を配置する方法の一つである。

## 概要
平気法のように1太陽年の時間を平均して節気を求めるのではなく、太陽の天球上の通り道である黄道と天の赤道の交点の一つ春分点を基点として24等分し、こうして導き出された15度ごとの黄経上の特定の度を太陽が通過する日に節気（正節）と中気を交互に配していく。このため空間分割法とも呼ぶ。現在、中気は黄経30度の倍数、正節はそれに15度を足したものとされている。
この方法では、節気から節気までの日数が不均等になる。冬至ごろには地球が公転軌道上の近日点に位置するため、太陽が黄経上の15度を移動する速度がやや早くなり、節気間の日数は14日余りとなる。一方、夏至ごろには太陽の移動速度がやや遅くなり、節気間の日数は16日余りとなる。日数が不均等となる不便さがあるものの、太陽の実際の位置を反映し、春分・秋分は必ず太陽が真東から昇り、真西に沈む日となる。
平気法ではすべての中気が太陰太陽暦における月と対応し、中気を含まない月を必ず閏月とするが、定気法を採用するとこの対応関係は崩れる。節気間の日数が不均等なためひと月の中に中気が2回含まれることがあり、その分中気を含まない月が多くなる。そのため、いくつかの月が中気を含めばよいと定義しなければ欠月ができるので、中気を含まない月であっても閏月とは限らない（旧暦2033年問題参照）。冬には正節間の日数が1朔望月に近くなる（あるいは更に短くなる）ため、中気の日付は月が変わってもほとんど変化していかない。このため次に示すように、冬に閏月が設けられる可能性は低い。一方で夏前後には節気間の日数が一気に増えるので月ごとに中気がずれていき、閏月が生じる可能性が高くなり、閏5月が最も多く存在している。
1844年（天保15年）の天保暦制定から2100年までの間で、閏9月、閏10月、閏11月、閏12月、閏正月が出現するのは以下の通り。
- 1870年：閏10月
- 1889年：閏12月
- 1984年：閏10月
- 2014年：閏9月
- 2033年〜2034年：旧暦2033年問題。日本カレンダー暦文化振興協会の見解で推奨する案は2033年閏11月としており、それが有力だが、他にも2033年閏7月あるいは2034年閏正月となる可能性もある。

22世紀以降も見ると、定気法では珍しい閏月については以下のように計算されている。
- 次に閏10月が出現するのは2166年となる見込み。
- 日本カレンダー暦文化振興協会の見解で推奨する案によって、2033年を閏11月、2147年を閏11月、2223年を閏9月、2242年を閏11月とした場合、次に閏正月が出現するのは2262年となる見込み。
- 閏12月に至っては、天保暦の置閏ルールでうまく決まらない場合に時憲暦の置閏ルールを適用するとした場合、今後数千年間は出現しないと考えられ、次回いつ出現するのかは計算における精度の関係もあってはっきりしていない。ただ、天保暦の置閏ルールでうまく決まらない場合に解釈により閏12月を入れ得るパターンは今後数千年間の間にも発生するが、時憲暦の置閏ルールを適用すれば閏12月にならないパターンばかりである。

定気法は中国では清の時憲暦、日本では江戸時代の天保暦からはじめて採用された。
太陽の黄道上の運行速度が一定でないこと(日躔/日行盈縮)は、古代メソポタミアから知られていたが、中国においては、南北朝時代の張子信によってはじめて見いだされ、隋の劉焯の皇極暦以降の暦では、日行盈縮や定気の計算方法が与えられている。しかし、注暦では平気法が用いられ続けた。例えば、唐の大衍暦の暦議では、「凡推日月度及軌漏、交蝕，依定氣；注歷，依常氣。」としている(「常気」とは平気のこと)。
時憲暦や天保暦で採用された定気法は黄道を24等分したものである。

## 定気法と平気法の比較
参考までに、2021年〜2022年および2033年〜2034年の二十四節気について、定気法と平気法による日時(形式:月-日 時:分)を一覧にした（時刻は日本中央標準時）。
| 季節 | 二十四節気 | 定気法      | 定気法      | 定気法      | 定気法      | 平気法      | 平気法      | 平気法      | 平気法      |
| 季節 | 二十四節気 | 2021年      | 2022年      | 2033年      | 2034年      | 2021年      | 2022年      | 2033年      | 2034年      |
| ---- | ---------- | ----------- | ----------- | ----------- | ----------- | ----------- | ----------- | ----------- | ----------- |
| 冬   | 小寒       | 01-05 12:23 | 01-05 18:14 | 01-05 10:07 | 01-05 16:03 | 01-05 13:26 | 01-05 19:15 | 01-05 11:11 | 01-05 17:00 |
| 冬   | 大寒       | 01-20 05:40 | 01-20 11:39 | 01-20 03:32 | 01-20 09:26 | 01-20 18:41 | 01-21 00:29 | 01-20 16:25 | 01-20 22:14 |
| 春   | 立春       | 02-03 23:59 | 02-04 05:51 | 02-03 21:41 | 02-04 03:40 | 02-04 23:55 | 02-05 05:44 | 02-04 21:40 | 02-05 03:29 |
| 春   | 雨水       | 02-18 19:44 | 02-19 01:43 | 02-18 17:33 | 02-18 23:29 | 02-20 05:10 | 02-20 10:58 | 02-20 02:55 | 02-20 08:43 |
| 春   | 啓蟄       | 03-05 17:54 | 03-05 23:44 | 03-05 15:31 | 03-05 21:31 | 03-07 10:24 | 03-07 16:13 | 03-07 08:09 | 03-07 13:58 |
| 春   | 春分       | 03-20 18:37 | 03-21 00:33 | 03-20 16:22 | 03-20 22:16 | 03-22 15:39 | 03-22 21:27 | 03-22 13:24 | 03-22 19:12 |
| 春   | 清明       | 04-04 22:35 | 04-05 04:20 | 04-04 20:07 | 04-05 02:05 | 04-06 20:53 | 04-07 02:42 | 04-06 18:38 | 04-07 00:27 |
| 春   | 穀雨       | 04-20 05:33 | 04-20 11:24 | 04-20 03:12 | 04-20 09:02 | 04-22 02:08 | 04-22 07:57 | 04-21 23:53 | 04-22 05:41 |
| 夏   | 立夏       | 05-05 15:47 | 05-05 21:26 | 05-05 13:13 | 05-05 19:08 | 05-07 07:22 | 05-07 13:11 | 05-07 05:07 | 05-07 10:56 |
| 夏   | 小満       | 05-21 04:37 | 05-21 10:23 | 05-21 02:10 | 05-21 07:56 | 05-22 12:37 | 05-22 18:26 | 05-22 10:22 | 05-22 16:10 |
| 夏   | 芒種       | 06-05 19:52 | 06-06 01:26 | 06-05 17:12 | 06-05 23:05 | 06-06 17:51 | 06-06 23:40 | 06-06 15:36 | 06-06 21:25 |
| 夏   | 夏至       | 06-21 12:32 | 06-21 18:14 | 06-21 10:00 | 06-21 15:43 | 06-21 23:06 | 06-22 04:55 | 06-21 20:51 | 06-22 02:40 |
| 夏   | 小暑       | 07-07 06:05 | 07-07 11:38 | 07-07 03:24 | 07-07 09:16 | 07-07 04:20 | 07-07 10:09 | 07-07 02:05 | 07-07 07:54 |
| 夏   | 大暑       | 07-22 23:26 | 07-23 05:07 | 07-22 20:52 | 07-23 02:35 | 07-22 09:35 | 07-22 15:24 | 07-22 07:20 | 07-22 13:09 |
| 秋   | 立秋       | 08-07 15:54 | 08-07 21:29 | 08-07 13:15 | 08-07 19:08 | 08-06 14:49 | 08-06 20:38 | 08-06 12:34 | 08-06 18:23 |
| 秋   | 処暑       | 08-23 06:35 | 08-23 12:16 | 08-23 04:01 | 08-23 09:46 | 08-21 20:04 | 08-22 01:53 | 08-21 17:49 | 08-21 23:38 |
| 秋   | 白露       | 09-07 18:53 | 09-08 00:32 | 09-07 16:19 | 09-07 22:13 | 09-06 01:19 | 09-06 07:07 | 09-05 23:03 | 09-06 04:52 |
| 秋   | 秋分       | 09-23 04:21 | 09-23 10:04 | 09-23 01:51 | 09-23 07:38 | 09-21 06:33 | 09-21 12:22 | 09-21 04:18 | 09-21 10:07 |
| 秋   | 寒露       | 10-08 10:39 | 10-08 16:22 | 10-08 08:13 | 10-08 14:06 | 10-06 11:48 | 10-06 17:36 | 10-06 09:33 | 10-06 15:21 |
| 秋   | 霜降       | 10-23 13:51 | 10-23 19:36 | 10-23 11:27 | 10-23 17:15 | 10-21 17:02 | 10-21 22:51 | 10-21 14:47 | 10-21 20:36 |
| 冬   | 立冬       | 11-07 13:59 | 11-07 19:45 | 11-07 11:40 | 11-07 17:32 | 11-05 22:17 | 11-06 04:05 | 11-05 20:02 | 11-06 01:50 |
| 冬   | 小雪       | 11-22 11:34 | 11-22 17:20 | 11-22 09:15 | 11-22 15:04 | 11-21 03:31 | 11-21 09:20 | 11-21 01:16 | 11-21 07:05 |
| 冬   | 大雪       | 12-07 06:57 | 12-07 12:46 | 12-07 04:44 | 12-07 10:35 | 12-06 08:46 | 12-06 14:34 | 12-06 06:31 | 12-06 12:19 |
| 冬   | 冬至       | 12-22 00:59 | 12-22 06:48 | 12-21 22:45 | 12-22 04:33 | 12-21 14:00 | 12-21 19:49 | 12-21 11:45 | 12-21 17:34 |